# Northern Songs
Northern Songs Ltd foi uma sociedade empresária fundada em 1963 pelo editor musical Dick James, empresário artístico Brian Epstein e pelos compositores John Lennon e Paul McCartney dos Beatles para publicar canções escritas por Lennon e McCartney. Em 1965, decidiu-se tornar a Northern Songs em uma empresa de capital aberto para reduzir sua carga de imposto de renda.
Depois que Epstein morreu em 1967, Lennon e McCartney tentaram renegociar seu contrato editorial com James, mas, no início de 1969, James e seu parceiro venderam suas ações da Northern Songs para a Associated Television (ATV) da Grã-Bretanha, sem avisar Lennon ou McCartney. Lennon e McCartney tentaram obter o controle acionário da Northern Songs, mas sua oferta falhou porque o poder financeiro de Lew Grade garantiu que a Northern Songs passasse para o controle da ATV. Allen Klein (então gerente de facto dos Beatles) tentou fechar um acordo para a Apple Corps comprar a ATV, mas também falhou.
Certa vez, Paul McCartney informou a Michael Jackson sobre o valor financeiro da edição de músicas, porque Michael Jackson havia perguntado sobre o processo de aquisição de músicas e como as músicas eram usadas. De acordo com McCartney, Jackson então disse: "Vou pegar [as canções dos Beatles]". Michael Jackson realmente comprou a ATV Music em 1985. Tanto McCartney quanto Yoko Ono, a viúva de John Lennon, foram notificados da venda, mas não fizeram lances. Dez anos depois, Michael fundiu seu catálogo com o da Sony Corporation of America para formar a Sony/ATV Music Publishing, e a Northern Songs foi dissolvida.

## História inicial e fundação
Como George Martin achava que a editora Ardmore & Beechwood da EMI não havia feito quase nada para promover "Love Me Do", ele aconselhou Epstein a encontrar uma boa editora. Ele contou a Epstein sobre três editoras musicais que, na opinião de Martin, seriam justas e honestas, o que levou Epstein a James. Epstein apareceu no escritório de James com um acetato de "Please Please Me", mas relutou em deixar James editá-lo sem qualquer prova de seu poder editorial. James imediatamente pegou o telefone e ligou para Philip Jones, o produtor do prestigiado programa de TV Thank Your Lucky Stars, tocando o acetato para ele pelo telefone e dizendo que a música era "um futuro sucesso garantido". Jones concordou e prometeu uma vaga no programa. Epstein, devidamente surpreso com a velocidade da reserva, decidiu que James era um homem em quem ele podia confiar.
Em 22 de fevereiro de 1963, James sugeriu a Epstein que formar uma empresa com Lennon, McCartney e Epstein renderia mais dinheiro a longo prazo. Lennon e McCartney pensaram que seriam donos de toda a empresa, mas receberam 20% das ações cada, Epstein 10% e James e seu sócio, Charles Silver, 50%. Também foi oferecido a George Martin uma participação na Northern Songs, mas ele recusou porque seu emprego na EMI apresentava um conflito de interesses. Outra empresa, Maclen Music, que editava a música de Lennon e McCartney nos Estados Unidos, também era controlada pela Northern Songs. Tanto a Northern Songs quanto a Maclen Music eram administrados pela Dick James Music. A Northern Songs também editou as primeiras composições de George Harrison, bem como as de Ringo Starr.
McCartney explicou mais tarde que eles assinaram todos os contratos que Epstein apresentou a eles sem lê-los primeiro, com Lennon acrescentando: "Tínhamos total fé nele [Epstein] quando ele estava nos comandando. Para nós, ele era o especialista ". James ofereceu ações a Martin também, mas ele recusou, dizendo que poderia ser antiético, porque ele trabalhava para a EMI. O dinheiro arrecadado pela Northern Songs foi canalizado para uma segunda empresa, a Lenmac Enterprises, de propriedade de Lennon e McCartney em 40% cada, e a NEMS (North End Music Stores) em 20%. A empresa coletava lucros apenas do Reino Unido.
Em 1965, para reduzir a carga do imposto de renda, decidiu-se tornar a Northern Songs uma empresa de capital aberto. 1 250 000 ações foram negociadas na Bolsa de Valores de Londres, que valiam 17 pence cada (0,28 dólares), mas foram oferecidas a 66 pence (1,09 dólares) cada. Embora a transação tenha sido ridicularizada por várias instituições financeiras, esperava-se que as listas de inscrição não ficassem abertas por mais de 60 segundos, exatamente o que aconteceu, pois as listas foram superlotadas. Após o fechamento da oferta, Lennon e McCartney detinham 15% cada, no valor de 195 200 libras (320 000 dólares), NEMS detinha uma participação de 7,5%, e James e Silver (que atuaram como presidentes da Northern Songs) controlavam 37,5%, com Harrison e Starr compartilhando 1,6%. As ações restantes eram detidas por várias instituições financeiras. Ao mesmo tempo, Lennon e McCartney renovaram seus antigos contratos de edição de três anos, vinculando-os à Northern Songs até 1973. Harrison também assinou com a empresa em 1965, por um período de três anos. Para proteger seus interesses, James fez um seguro de vida de 500 000 lbiras para Lennon e McCartney. No verão de 1966, 88 canções de Lennon e McCartney foram gravadas e lançadas, e havia 2 900 versões de diferentes artistas.
Em setembro de 1964, Harrison fundou sua própria editora, Mornyork Ltd., mudando o nome para Harrisongs Ltd. em dezembro. Após o término de seu contrato com a Northern Songs em 1968, as canções de Harrison foram publicadas pela Harrisongs Ltd. Em 1968, Ringo Starr formou uma editora para suas canções chamada Startling Music.

## Venda para a ATV
Após a morte de Epstein em 27 de agosto de 1967, Lennon e McCartney tentaram renegociar seu contrato de edição com James. Em 1968 eles convidaram James para uma reunião na Apple Records; filmando o encontro e agindo de maneira rude com ele. Como resultado, as relações já frias entre James e os Beatles individuais se tornaram ainda mais frias. Em março de 1969, James e Silver venderam abruptamente suas ações da Northern Songs para a Associated Television (ATV) por 1 525 000 libras, sem dar a Lennon e McCartney qualquer aviso ou chance de comprá-las. Lennon soube da venda em um jornal matinal durante sua lua de mel com Yoko Ono, e imediatamente ligou para McCartney. John Lennon e Paul McCartney receberam uma oferta de 2,3 milhões de libras da ATV por suas ações, mas recusaram a oferta. Lennon e McCartney então tentaram obter o controle acionário da empresa, mas sua oferta, parte de uma longa e amarga luta, acabou falhando. O poder financeiro de Lew Grade, seu adversário na guerra de lances, garantiu que as canções escritas pelos dois Beatles passassem para o controle da ATV.
Allen Klein (o gerente de facto dos Beatles após a morte de Epstein) tentou fazer um acordo para a Apple Corps comprar a ATV, que foi impedido pelo advogado John Eastman — irmão de Linda McCartney e filho do futuro empresário de McCartney, Lee Eastman — que enviou uma carta à ATV informando que Klein não estava autorizado a agir em nome da Apple. Embora tecnicamente verdade, Klein era o empresário de facto de Lennon, Harrison e Starr, e também tinha o aval verbal de McCartney para o acordo. A ATV desistiu em vez de correr o risco de entrar em litígio. Em seguida, um bloco de investidores que possuía uma pequena, mas crucial, porcentagem de ações foi pressionado por ambos os lados para vender ou cooperar para assumir o controle da Northern Songs. Infelizmente, durante as negociações, Lennon expressou seu absoluto desdém pelos empresários, dizendo: "Estou farto de ser fodido por homens de terno sentados com suas bundas gordas na cidade!", o que imediatamente levou qualquer investidor ofendido para o lado da ATV.
Sob seu contrato de edição com a Northern Songs, Lennon e McCartney foram obrigados a continuar suas composições até 1973. Incapaz de obter o controle da Northern Songs, Lennon e McCartney venderam suas ações (644 000 ações de Lennon e 751 000 de McCartney) em outubro de 1969 por 3,5 milhões de libras. Starr optou por manter suas ações (0,8%),  mas Harrison já havia vendido suas ações (também 0,8%) em junho de 1968.

## Aquisição da ACC
No final dos anos 1970, a controladora da ATV Music, agora conhecida como Associated Communications Corporation (ACC), começou a passar por dificuldades financeiras. De 1978 a 1981, os lucros da ACC diminuíram devido a perdas em sua divisão de filmes, e os preços das ações caíram drasticamente. Em 1981, Grade recebeu ofertas pela Northern Songs, atraindo o interesse de vários licitantes. McCartney, com a viúva de Lennon, Yoko Ono, ofereceu 21 milhões de libras, mas a oferta foi recusada por Grade, que decidiu não vender a Northern Songs separadamente depois que outros pretendentes, incluindo a CBS Songs, EMI Music Publishing, Warner Communications, Paramount Pictures e Entertainment Co., mostraram interesse em comprar a ATV Music como um todo.
Enquanto isso, o empresário australiano Robert Holmes à Court estava adquirindo ações da ACC e lançou uma oferta pública de aquisição em janeiro de 1982. Grade renunciou ao cargo de presidente e foi substituído por Holmes à Court, que adquiriu com sucesso o controle acionário da empresa. Depois que Holmes à Court assumiu o controle da ACC, a ATV Music não estava mais à venda.
Durante sua colaboração na música "Say, Say, Say", McCartney informou Michael Jackson sobre o valor financeiro da edição musical. De acordo com McCartney, esta foi sua resposta a Jackson pedindo-lhe conselhos de negócios. McCartney mostrou a Jackson um livreto grosso exibindo todas as músicas e direitos de publicação que ele possuía, do qual ele estaria ganhando 40 milhões de dólares com canções escritas por outros. Michael Jackson ficou bastante interessado e perguntou sobre o processo de aquisição de músicas e como as músicas eram usadas. De acordo com McCartney, Jackson disse: "Vou pegar as suas [músicas dos Beatles]", o que McCartney achou uma piada, respondendo: "Ho ho, você, você é engraçado".
Em 1982, Robert Holmes à Court adquiriu a Associated Communications Corporation, a holding da ATV Music e colocou a ATV Music à venda em 1984. A única música do catálogo da Northern Songs que foi excluída da venda foi "Penny Lane", cujos direitos foram dados à filha adolescente de Holmes à Court, Catherine, por ser sua música favorita dos Beatles. De acordo com Bert Reuter, que negociou a venda para Holmes à Court, "Tínhamos dado a Paul McCartney o primeiro direito de preferência, mas Paul não o quis naquele momento". O advogado de Michael Jackson, John Branca, supostamente contatou um advogado de McCartney, que disse que McCartney não faria uma licitação para o catálogo porque o achava "muito caro". Da mesma forma, Ono também foi contatada, mas não entrou na licitação.

## Venda para Michael Jackson
Em junho de 1985, Michael Jackson e John Branca descobriram que a The Entertainment Co. de Charles Koppelman e Marty Bandier havia feito um acordo provisório com Holmes à Court para comprar o catálogo por 30,5 milhões de libras, mas no início de agosto, a equipe de Holmes à Court entrou novamente em contato com Michael Jackson, e ambas as partes fizeram concessões. Isso incluiu Holmes à Court adicionando mais ativos e concordando em estabelecer uma bolsa de estudos em uma universidade dos Estados Unidos em nome de Michael Jackson. Embora Koppelman/Bandier tenha oferecido uma oferta mais alta, a oferta de Jackson de 24,4 milhões de dólares foi aceita porque ele conseguiu fechar o negócio rapidamente, tendo concluído a devida diligência da ATV Music antes de qualquer acordo formal. O acordo foi assinado em 10 de agosto de 1985. Após a aquisição, Michael Jackson e Paul McCartney apareceram juntos em uma fotografia, supostamente para dissipar os rumores sobre um suposto desentendimento deles em relação a propriedade de Michael Jackson sob as canções dos Beatles.
Em uma entrevista em julho de 2009 no Late Show with David Letterman, logo após a morte de Michael Jackson, McCartney falou sobre sua reação à compra do catálogo de músicas da ATV por Michael Jackson:
Alguém tinha que ter [as canções], eu suponho. O que aconteceu na verdade foi que comecei a ligar para ele. Eu pensei: OK, aqui está o cara historicamente colocado para finalmente dar um bom negócio a Lennon-McCartney. Porque nós assinamos quando tínhamos 21 anos ou algo assim em um beco em Liverpool. E o acordo continua o mesmo, embora tenhamos tornado esta empresa a mais famosa... extremamente bem-sucedida. Então eu continuei pensando, era hora de um aumento. Bem, você também iria querer um, você sabe. [David Letterman: Sim, acho que sim.] Mas eu conversei com ele sobre isso. Mas ele meio que me ignorou. Ele continuava dizendo: "Isso são apenas negócios, Paul." Você sabe. Então, "sim, é", e esperei por uma resposta. Mas nunca chegamos a isso. E eu fiquei pensando... Então nós meio que nos afastamos depois disso. Não houve uma grande discussão. Nós meio que nos separamos depois disso.

## Fusão com a Sony Music Publishing
Em 1995, Michael Jackson fundiu seu catálogo com a edição da Sony Music por 59 milhões de libras, estabelecendo a Sony/ATV Music Publishing, na qual ele manteve metade da propriedade. Como empresa, a Northern Songs foi dissolvida em 1995. Em abril de 2006, foi proposto um pacote em que Michael Jackson pegaria um empréstimo de 186 480 000 libras para reduzir a taxa de juros em um empréstimo que ele tinha, ao mesmo tempo em que daria à Sony a opção futura de comprar metade da participação de Jackson em sua editora de propriedade conjunta, deixando Michael Jackson com uma participação de 25%. Michael Jackson concordou com um acordo de refinanciamento apoiado pela Sony, embora os detalhes finalizados não tenham sido divulgados. O espólio de Jackson vendeu sua participação restante para a Sony em 2016, e o nome da empresa foi revertido para Sony Music Publishing em fevereiro de 2021.
Em 2017, foi relatado que McCartney havia chegado a um acordo com a Sony para recuperar o controle de grande parte do catálogo dos Beatles.